# Montriond
Montriond ist eine französische Gemeinde im Département Haute-Savoie in der Region Auvergne-Rhône-Alpes.

## Geographie
Montriond liegt auf 944 m, nahe beim Fremdenverkehrsort Morzine, 25 Kilometer südöstlich der Stadt Thonon-les-Bains (Luftlinie). Das Dorf erstreckt sich im Chablais, in einer Talweitung des Vallée d’Aulps auf einer Geländeterrasse östlich der Dranse de Morzine, in den Savoyer Alpen.
Die Fläche des 24,71 km² großen Gemeindegebiets umfasst einen Abschnitt des Vallée d’Aulps. Die Dranse de Morzine, die hier von Südsüdosten nach Nordnordwesten in einem meist rund 300 m breiten, flachen Talboden verläuft, bildet die westliche Gemeindegrenze. Von diesem Flusslauf erstreckt sich der Gemeindeboden ostwärts und umfasst das ganze Einzugsgebiet des Montriond-Tales, in dem sich der Lac de Montriond befindet. Das Tal wird im Süden von der Montagne de Séraussaix, im Norden von der Pointe d’Entre deux Pertuis (2180 m) und der Pointe de la Chavache (2081 m) flankiert. Nach Osten reicht das Gemeindeareal bis auf den Col de Chésery, der eine Verbindung mit dem Val de Morgins in der Schweiz herstellt, und auf die Pointe de Vorlaz, auf der mit 2347 m die höchste Erhebung von Montriond erreicht wird.
Zu Montriond gehören die Weiler- und Feriensiedlungen Les Granges (880 m) und Le Crêt (942 m) am Eingang ins Tal von Montriond, L’Elex (972 m) östlich der Dranse de Morzine sowie Le Lavanchy (975 m) und Les Lindarets (1476 m) im Tal von Montriond. Nachbargemeinden von Montriond sind Morzine im Süden, Essert-Romand im Westen, Saint-Jean-d’Aulps und Abondance im Norden sowie die schweizerischen Gemeinden Val-d’Illiez und Champéry im Osten.

## Geschichte
Der Ortsname leitet sich vom lateinischen Begriff mons rotundus (runder Berg) ab. Montriond wurde 1740 zu einer selbständigen Gemeinde erhoben; vorher gehörte es zu Saint-Jean-d’Aulps.

## Sehenswürdigkeiten
Die Dorfkirche wurde im 18. Jahrhundert an der Stelle einer früheren Kapelle erbaut. Sie birgt eine Holzstatue der Jungfrau Maria aus dem 14. Jahrhundert. Eine Natursehenswürdigkeit bildet der Lac de Montriond.

## Bevölkerung
| Jahr                       | 1962 | 1968 | 1975 | 1982 | 1990 | 1999 | 2006 |
| Einwohner                  | 479  | 536  | 563  | 562  | 653  | 769  | 819  |
| Quellen: Cassini und INSEE |      |      |      |      |      |      |      |

Mit 956 Einwohnern (Stand 1. Januar 2022) gehört Montriond zu den kleinen Gemeinden des Département Haute-Savoie. Seit Beginn der 1960er Jahre wurde eine deutliche Bevölkerungszunahme verzeichnet. Außerhalb des alten Ortskerns entstanden zahlreiche Einfamilienhäuser und Ferienwohnungen.

## Wirtschaft und Infrastruktur
Montriond war bis weit ins 20. Jahrhundert hinein ein vorwiegend durch die Landwirtschaft geprägtes Dorf. Mittlerweile hat sich das Dorf dank seiner Nähe zu Morzine zu einem Wohn- und Ferienort entwickelt. Die Hänge oberhalb von Ardent und Les Lindarets sind durch zahlreiche Bergbahnen und Skiliftanlagen erschlossen. Damit ist Montriond Teil des grenzüberschreitenden großen Wintersportgebietes Portes du Soleil.
Die Ortschaft liegt an der Hauptstraße, die von Thonon-les-Bains nach Morzine führt. Eine weitere Straßenverbindung besteht mit Les Lindarets und dem Col de la Joux Verte beim Wintersportort Avoriaz.